# Apple Watch Series 8
L'Apple Watch Series 8 (pubblicizzato come  WATCH Series 8) è uno smartwatch dell'omonima azienda californiana, successore dell'Apple Watch Series 7. È stato annunciato il 7 settembre 2022 durante un evento speciale Apple.
I preordini sono iniziati il 7 settembre 2022, mentre la vendita al pubblico inizia il 16 settembre seguente.